# Поль Лакруа
Поль Лакруа (фр. Paul Lacroix; псевдонім Jacob le bibliophile; 1806—1884) — французький письменник, більш відомий під псевдонімом «Bibliophile Jacob» («Бібліофіл Жакоб»), історик.
Був бібліотекарем Арсенальної бібліотеки. Лакруа відрізнявся надзвичайною плідністю, але далеко не все, що з'являлося під його ім'ям, належало його перу. Ім'я Лакруа часто було такою ж фірмою, як підпис Дюма-батька — на незліченних романах, які вважалися його творами. Лакруа написав цілу серію історичних чи псевдоісторичних романів: «L'Assassinat d'un roi», «Les soirées de sir Walter Scott a Paris», «La Folle d'Orléans», «Les Francs-Taupins», «Une bonne fortune de Racine» та ін.
Він був співробітником Анрі Мартена у першому виданні його «Histoire de France» та «Hist. de Soissons», потім почав велику «Історію Франції XVI століття», що залишилася незакінченою. Чудово і розкішно виданий ним разом із Сере Le Moyen Age і La Renaissance (1847—1852). Він написав також:
- «Histoire de la prostitution chez tous les peuples» (1851—1852),
- «Histoire politique et populaire de Napoleon III» (1853),
- «Histoire de la vie et du règne de Nicolas I, empereur de Russie» (1864—1875; незакінчена праця, за яку Лакруа отримав пенсію від російського двору),
- «Enigmes et découvertes»,
- «Mélanges»,
- «Dissertations bibliographiques»,
- «Biographie molièresque» (1872),
- «Iconographie molièresque» та багато інших.

Його молодший брат Жюль Лакруа (1809—1887) був відомий свого часу як поет, третій чи четвертий чоловік Кароліни Собаньської.